# DJ Sava
Constantin Sava alias ca DJ Sava (n. 3 aprilie 1973, Buzău) este un producător, DJ și compozitor român. A început să mixeze în 1990, fiind rezidentul localului No Limit din orașul său natal pe o perioadă de zece ani. După ce a lucrat pentru o serie de cluburi de pe litoralul românesc, DJ Sava a semnat un contract de management cu o companie locală, care a promovat primele sale discuri single – Gone Away (2005) și Remember (2006). Primul album de studio al muzicianului a fost lansat la finele anului 2007 și poartă numele Love Drops; discul, imprimat sub egida Cat Music, conține colaborări cu interpretul Connect-R care au atins cele mai înalte poziții din clasamentele de specialitate – Sunshine (2007) și The Reason (2008).
Începând cu primăvara anului 2009 DJ Sava a contactat-o pe interpreta de muzică dance-house Raluka în vederea producerii unor discuri single care s-au dovedit a fi de succes: September (2009), I Like (The Trumpet) (2010) și Love You (2010). Ca răsplată pentru eforturile din planul muzical, DJ Sava a fost invitat să mixeze în deschiderea concertului susținut de Tiësto în Chișinău. De asemenea, muzicianul a primit o serie de nominalizări și premii în cadrul unor gale cu notorietate. (vezi aici)

## Biografie

### Începuturile în muzică
Constantin Sava s-a născut la data de 3 aprilie 1973 în Buzău, iar pasiunea pentru muzică a început să și-o valorifice la începutul anilor 1990, când s-a angajat ca DJ într-un club din orașul natal. Tânărul muzician și-a continuat activitatea în acest local, numit «Club No Limit», timp de zece ani; ulterior DJ Sava avea să mixeze în diferite cluburi din țară, în special pe litoralul românesc. Activitatea muzicianului s-a intensificat începând cu anul 2000, când a început să colaboreze cu o discotecă din Costinești, sub egida căreia a lucrat „multe veri la rând”.

### Debutul discografic (2005 – 2008)
Pe parcursul anului 2005 DJ Sava a început să colaboreze cu o tânără cântăreață, pe nume Elena Pavel, alături de care a lansat un disc single, intitulat Gone Away. În 2006 muzicianul a apelat la compania Standard Vision pentru un contract de management, iar câteva luni mai târziu începea promovarea unui nou cântec. Purtând numele Remember, înregistrarea a fost compilată cu ajutorul Danei Nicula, o solistă debutantă, iar campania de promovare adiacentă a constat în filmarea unui videoclip.
Albumul de debut mixat de DJ Sava, care poartă numele Love Drops, a început să fie comercializat în România pe parcursul anului 2007; fiind compilat sub egida Cat Music, materialul discografic conține cele două cântece promovate anterior, dar și piese noi în colaborare cu Connect-R. Albumul, a cărui copertă a fost realizată de Vali Bărbulescu, conține și o serie de remixuri realizate de însuși DJ Sava. Concomitent începea promovarea unui nou disc single, intitulat Sunshine. Fiind o colaborare cu interpretul român Connect-R, cântecul a beneficiat de un videoclip filmat în Republica Moldova; piesa a fost primită foarte bine de către public și a câștigat popularitate în clasamentele din România, Bulgaria, Grecia și Italia. Cei doi artiști și-au continuat colaborarea și pe parcursul anului 2008, când au compilat și promovat piesa The Reason; fiind extras pe disc single, cântecul s-a bucurat de succes în clasamentele de muzică house din România și a beneficiat de un videoclip filmat în regia lui Botea.

### Activitatea recentă (2009 – 2010)
Începând cu primăvara anului 2009 DJ Sava a contactat-o pe interpreta de muzică dance-house Raluka în vederea producerii unor discuri single. Din conlucrarea celor doi a rezultat un prim șlagăr, intitulat „September”, care s-a bucurat de reacții favorabile, atât din partea publicului, cât și a presei. Luând în considerare succesul obținut, cei doi și-au continuat colaborarea, iar pe parcursul a „câteva zile de înregistrări” a fost produsă o nouă piesă, intitulată „I Like (The Trumpet)”. Cântecul a fost compilat în studioul de înregistrări Rappin On, deținut de cântărețul Connect-R – care a și înregistrat câteva dintre vocile de fundal ale piesei; compoziția a dominat clasamentele de specialitate din România, ocupând prima poziție în ierarhia celor mai difuzate piese de la posturile radio timp de unsprezece ediții consecutive din anul 2010.
Pe parcursul aceluiași an DJ Sava își continua campania de promovare din România, susținând o serie de concerte în câteva dintre cele mai cunoscute cluburi; concomitent, muzicianul a mixat în deschiderea unui concert susținut de Tiesto în Chișinău. La finele lui 2010 DJ Sava a lansat un nou single în colaborare cu Raluka și Connect-R, intitulat „Love You”. Piesa s-a bucurat atât de aprecieri din partea publicului, cât și de succes comercial, câștigând poziția cu numărul șase în clasamentul celor mai difuzate compoziții de la posturile radio din România.

## Stilul muzical
Conform propriilor declarații, muzica lui DJ Sava a fost puternic influențată de o serie de artiști internaționali printre care se numără John Creamer, Tiësto și David Guetta. Într-un articol dedicat cântecului „I Like (The Trumpet)”, recenzorii ziarului Libertatea sunt de părere că piesa are „un sound fresh și un beat foarte interesant”. Alte site-uri românești scriau că respectiva înregistrare are „un sound original față de producțiile de club autohtone” și precizau că I Like (The Trumpet) reușește să se impună de la prima ascultare drept o creație diferită ca stil, ce păstrează însă același gen popular de club”.

## Discografie

### Albume
- Love Drops (2007)
- Cocktail (2013)

### Discuri single
- Love drops feat. Silvio (2005)
- Gone Away feat. Elena (2005)
- Honey feat. Elena (2005)
- Remember feat. Dana Nicula (2006)
- Sunshine feat. Connect-R (2007)
- The Reason feat. Connect-R (2008)
- Say goodbye feat. Connect-R (2008)
- September feat. Raluka (2009)
- I Like (The Trumpet) feat. Raluka (2010)
- Love You feat. Raluka & Connect-R (2010)
- 2.2 Story feat. Cristina Vasiu (2011)
- Money Maker feat. Andreea D & J. Yolo (2011)
- Free feat. Andreea D & J. Yolo (2012)
- Give It To Me feat. Misha (2012)
- Cocktail feat. Misha (2012)
- Tenerife feat. Misha (2013)
- Aroma feat. Raluka & Connect-R (2013)
- Champagne feat. Raluka & J. Yolo (2013)
- Aer feat. Raluka & Connect-R (2014)
- Te strig feat. Misha & Connect-R (2015)
- Bailando feat. Hevito (2015)
- Amor a Monaco feat. Misha (2015)
- Vamos feat. Misha (2015)
- Dulce amar feat. Alina Eremia & What's UP (2016)
- Lele song feat. Connect-R (2016)
- Love in Dubai feat. Faydee (2016)
- I Loved You feat. Irina Rimes (2016)
- Nena feat. Barbara Isasi (2017)
- Sea Lo Que Sea feat. Carine (2017)
- Coco Bongo feat. Olga Verbitchi (2018)
- Wild Fire feat. Misha Miller (2018)

## Premii
| An   | Titlu                 | Secțiunea                | Nominalizare pentru: | Rezultat     | Notă   |
| ---- | --------------------- | ------------------------ | -------------------- | ------------ | ------ |
| 2008 | Romanian Music Awards | Best DJ                  | Sunshine             | Nominalizare | [ 42 ] |
| 2008 | Romanian Top Hits     | Best DJ Hit              | Sunshine             | Câștigat     | [ 43 ] |
| 2009 | Romanian Music Awards | Best DJ                  | The Reason           | Nominalizare | [ 44 ] |
| 2009 | Romanian Top Hits     | Featuring – The Best Hit | The Reason           | Nominalizare | [ 45 ] |
| 2010 | Romanian Music Awards | Best DJ                  | September            | Nominalizare | [ 46 ] |